# Nicola Angelo Fetto
Nicola Angelo Fetto (Cusano Mutri, 8 marzo 1957) è un judoka e maestro di judo di 7º dan italiano. Alievo di Masami Matsushita, è fondatore del Kodokan Napoli, delegato FIJILKAM della provincia di Benevento e allenatore di ori olimpici come Pino Maddaloni.

## Biografia
All’età di soli 10 anni resta orfano di madre e viene inviato nel collegio Enaoli di Napoli per continuare gli studi.
In questo collegio venne fondata l'associazione sportiva del “Kodokan Enaoli”.
Fetto inizia a praticare il judo a 14 anni e ne resta affascinato; quando il collegio termina le sue attività si prodiga, insieme ad altri compagni, per tenere vivo il Judo a Napoli, fondando il “Kodokan Napoli” sfruttando delle sale del Palazzo Fuga, tutt’ora sede del kodokan Napoli. Dopo qualche anno fra disaccordi e litigi e un terribile incidente d’auto, che lo porterà in coma, cederà tutto nelle mani dei suoi soci per poi riprendersi e riaprire un nuovo dojo.
A 17 anni, nel 1974, arriva al secondo posto nei campionati europei juniores a Tel Aviv e consegue agonisticamente il grado di cintura nera. Al tempo per conseguire agonisticamente la cintura nera 1 dan erano richiesti 6 ippon (altri punteggi o sconfitte davano punti negativi) in gare a livello nazionale e internazionale e 18 anni di età, per acquisire il grado a 17 anni di età era invece necessario eseguirne ben 10 nell'anno corrente.
Nel 1975 partecipa e vince i Campionati Italiani di Judo Juniores. Questa vittoria gli permette di entrare l'anno dopo nella Nazionale di judo dell'Italia. 

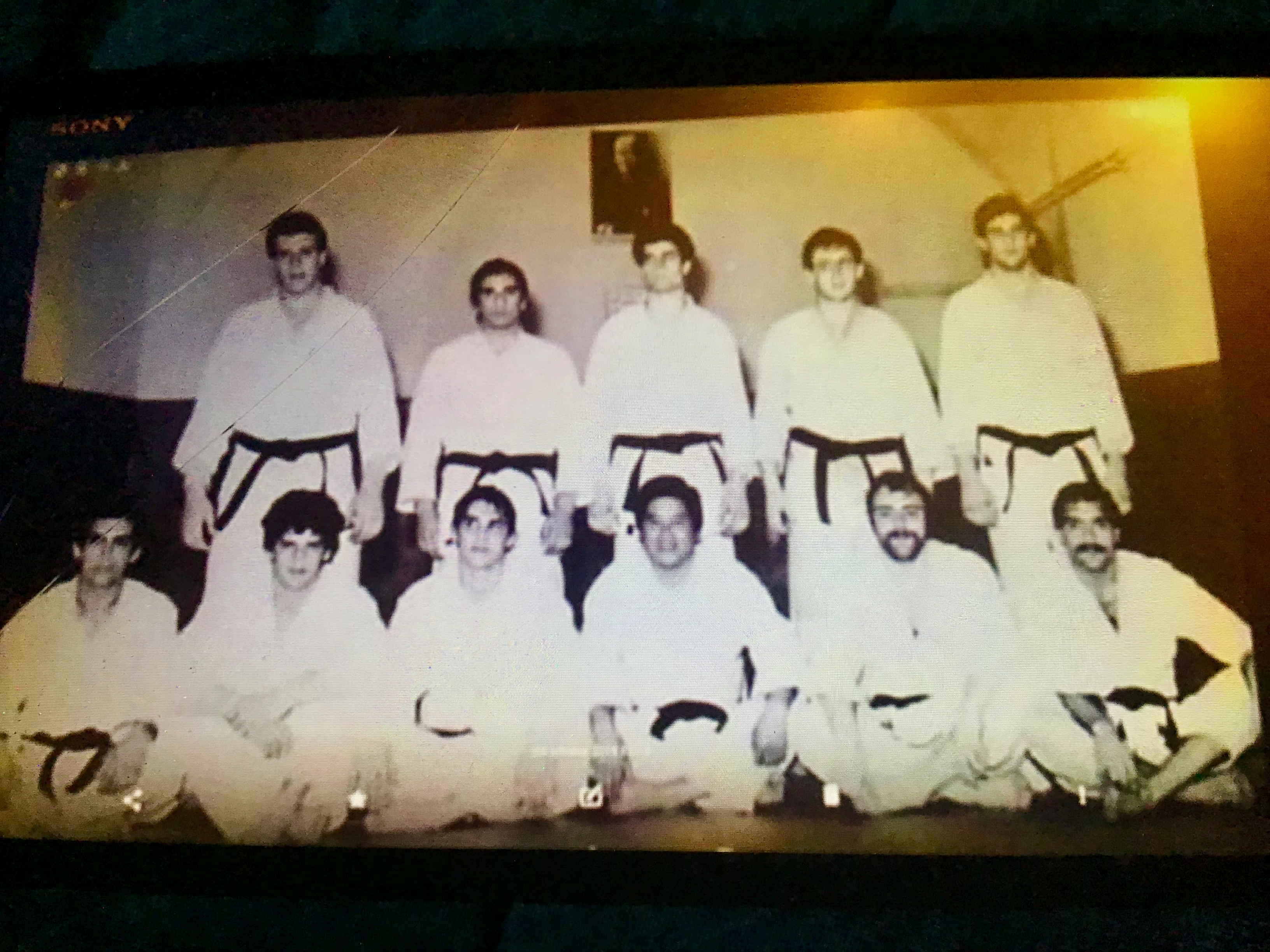

Nella foto storica da sinistra in basso; Felice Mariani, Sandro Rosati, Ezio Gamba, Masami Matsushita, Mario Daminelli e Mario Vecchi. Da sinistra in alto; Marco Mastroddi, Nicola Angelo Fetto, Lorenzo Sedona, Gino Nasti, Marcello Landi e Fuji Sakura. Alle loro spalle una foto del maestro fondatore Jigoro Kano
Due anni dopo, arriva al secondo posto nei Campionati assoluti di Roma.

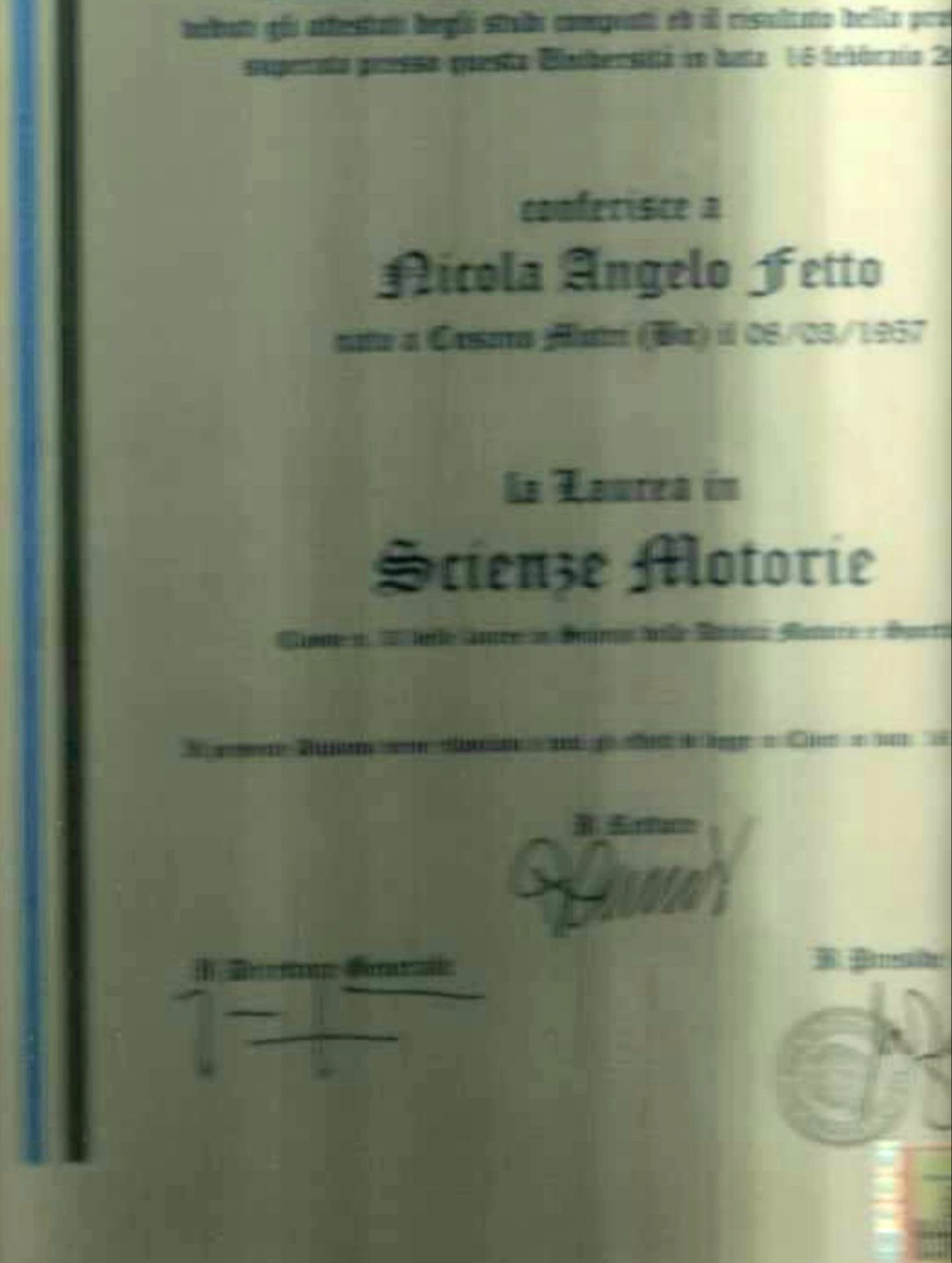

Nel frattempo inizia i suoi studi presso l'università Parthenope di Napoli dove si laurea in scienze motorie.
Nel 1978 partecipa e arriva al quinto posto nei Campionati Mondiali Universitari di Judo a Rio de Janeiro.
Nel 1979 arriva al primo posto nei Campionati Italiani Assoluti nella categoria U71, riuscendo a mantenere il titolo per ben tre anni.
Nel 1980 si qualifica al secondo posto nei Campionati Mondiali Universitari di Breslavia, perdendo in finale contro il rappresentante giapponese.
Nel 1984 si ritira dall’agonismo dopo aver subito un importante intervento al ginocchio, danneggiato in un incontro da un combattente polacco.
Fetto crea quindi, il 5 gennaio dell’anno seguente, una società sportiva abbandonando la palestra che aveva in società con un altro collega, la “AS Nicolangelo Fetto” a Napoli e decide di situare la palestra nel quartiere Secondigliano per ridare valore al quartiere considerato “malfamato”, aiutando i giovani attraverso lo sport. 
Il 21 settembre del 2010 viene intervistato dal maestro Gennaro Muscariello, nel programma televisivo Barrus, dove racconta parte della sua vita e della decisione di trasmettere i suoi insegnamenti anche nella città natale.
Nel 2011 riceve il Gladiatore Sannita, nonché l'Encomio Solenne dal CONI di Benevento.
L'11 Giugno 2012 Fetto pubblica sulla sua pagina Facebook, piena di storia del judo, un incontro del 1984 contro Hidetoshi Nakanishi. Un combattimento che sembra si sia svolto a Roma al palazzo dello sport all'EUR come tra l'altro ricordano molti suoi amici.  Per visionarlo clicca qui.
Per diverso tempo lavora in Siberia in Russia dove viene scelto come preparatore tecnico della nazionale.
Il 25 febbraio 2018 consegue il grado di 7ºDan.
Nel 2019 assiste alle Universiadi di Judo a Napoli, al termine delle quali verrà scelto per consegnare le medaglie ai vincitori.
Dal 24 giugno 2021 è Delegato Provinciale del Comitato Regionale Campania a Benevento.
Il 16 luglio 2021 a Cusano Mutri si è svolto un dibattito, organizzato dal consigliere provinciale della US Acli, nella sede della protezione civile, il tema; “Carcere – diritti, opinioni, proposte, riflessioni”. All’incontro sul tema delicato delle carceri, attualizzato dopo gli avvenimenti di Santa Maria Capua Vetere che hanno richiamato l’attenzione e la visita del Presidente del Consiglio dei Ministri in carica Mario Draghi, il Maestro ha partecipato attivamente rappresentando (insieme ad altri esperti) il mondo dello sport.
Il 21 novembre dello stesso anno viene insignito tra i gladiatori sanniti, titolo attribuitoli precedentemente, per l’evento organizzato dal CONI e tenutosi all’Auditorium Calandra di Benevento, la “festa delle stelle” al merito sportivo.

## Successi
- Medaglia d'argento ai Campionati Europei Speranze a Tel Aviv nel 1974
- Medaglia d'oro ai Campionati Italiani Juniores a Roma nel 1975
- Medaglia d'argento ai Campionati assoluti di Roma nel 1977
- Quinto posto nei Campionati Mondiali Universitari di Judo a Rio de Janeiro nel 1978
- Medaglia d'oro ai Campionati Italiani Assoluti a Roma nel 1979
- Medaglia d'oro ai Campionati Italiani Assoluti nel Roma 1980
- Medaglia d'argento ai Campionati Mondiali Universitari a Breslavia nel 1980
- Medaglia d'oro ai Campionati Italiani Assoluti nel Roma 1981